# اریک اوده
اریک اوده (آلمانی: Erik Ode; ۶ نوامبر ۱۹۱۰ – ۱۹ ژوئیهٔ ۱۹۸۳) بازیگر و کارگردان فیلم اهل آلمان بود.